# ヒラヤマユウジ
ヒラヤマ ユウジ（1966年8月14日 - ）は、東京都渋谷区出身のクリエイター。現在は横浜市青葉区在住。1990年、米国オタワ大学グラフィックアート科を卒業。

## 人物・来歴
- マンガ、イラスト、グラフィックデザイン、写真、立体、メディアアートなど様々なクリエイティブ作品を出版・広告媒体を中心に制作。1996年には講談社の第一回モーニングオープンにて佳作を受賞。Mac Fan Beginnersにてマンガ「我輩はマックである」を7年にわたり連載。ぴあ、とらばーゆ、進研ゼミチャレンジなど様々な雑誌媒体の短編読み切りマンガやイラストを手がける。2009年には秋篠宮文仁親王監修本「日本の家畜・家禽」の口絵イラストを担当する。
- 卓球が趣味・特技。卓球が原因で離婚に追い込まれる経歴を持つ。2009年にはH.I.S.横浜世界卓球選手権会場にて自身のデジタルアート作品「デジタルピンポン」を展示・公開。テレビ東京の番組「世界卓球」にて実演・紹介。現在は卓球王国にて短編読みきりのコミックを連載（2008年 - ）。

### アートイベント
2005年-2007年、横浜市で開催されたデジタルコンテスト「クリエイティブフェスタ横浜」(旧デジコンフェスタ)の実行委員長に就任。創る側から広める側、育てる側の活動をおこなう。行政、民間、教育機関の三位一体となったアート、クリエイティブイベントへの育て上げる。このイベントを期に、単に作品を作るクリエイターから、アートおよびクリエイティブ系のイベントのプロデュースやディレクションをおこなう。
- 2006年-2008年、映像・デジタルコンテンツの祭典「ヨコハマEIZONE」にてNHK、横浜市、東京芸大などと共に横浜サイドのディレクターを務める。

### デジタルワークショップ
様々なアート・クリエイティブ系のイベントと並行に、こどもから一般市民、若手のクリエイターなどを対象とした「デジタルワークショップ」や「クリエイターズトーク」を横浜市、(財)デジタルコンテンツ協会、(株)ワコム、コーレル(株)などと共に開催。
2009年からは日本を離れ、アジアの途上国を中心に日本国内にて開催していた「デジタルワークショップ」をアジアの子ども達に開催。現在はフィリピンのダピタン市教育委員会と共に市内の小学校、高校生を中心に展開している。開催の背景には、アジアの途上国における失業問題、ストリートチルドレンなどを手に職をつけて回避するという目的をもつ。

## 受賞歴・ノミネート
- 1996年 講談社週刊モーニング「第一回モーニングオープン」佳作受賞
- 1999年 学研マルチメディア図鑑 第46回教育映像祭　優秀賞受賞
- 1999年 エイ出版社「トップ堂」第6回雑誌表紙大賞にノミネート。
- 2003年 YCVB 横浜観光情報サイトAll About Japan 大賞に ノミネート。
- 2004年 YCVB 横浜観光情報サイトAll About Japan 大賞に ノミネート。

## 代表作品

### デジタルコンテンツ
- ヤマハ サイバーミュージックシティー
- 学研マルチメディア図鑑(国立国会図書館収蔵作品)
- モリサワ 人間と文字
- 学研こどもサイエンス
- ファミマ・ドット・コム(CD-ROMコンテンツ)

### イラストレーション
- 秋篠宮文仁親王監修本「日本の家畜・家禽」口絵イラスト
- ぴあ学園祭特集イラスト
- ぴあてんイラスト
- 銀座松坂屋「世界の時計博」ポスター＆パンフレットイラスト
- ベネッセコーポレーション 進研ゼミ小ゼミ用各種冊子イラスト

### マンガ
- Mac Fanビギナーズ「我輩はマックである」(7年間連載)
- Bass World「再び！実験君」(3年間連載)
- 卓球王国「続マンガdeルール早わかり」(2008年〜)

### デザイン
- 雑誌 トップ堂表紙デザイン(エイ出版社)
- 書籍 学研フィールドベスト図鑑シリーズ 装丁(学研)
- 書籍 学研生態図鑑シリーズ 装丁(学研)
- 書籍 アフォリズム(ロバート・ハリス著/North　Village)装丁
- WEB monoマガジン＆mono shopアートディレクション
- ロゴ (株)メニコン ライフサイエンス事業部ロゴ制作

### メディアアート
- デジタルピンポンVJスマッシャー

HIS横浜世界選手権2009の会場、横浜ランドマークタワー特設ステージ、映像イベントsoftCREAMにて展示・公開。

## 著書・出演・講演 他
- ヒラヤマユウジのアート本「デザイン馬鹿」(エイ出版)
- ヒラヤマユウジのiPhoneケース「コミックケース」(フォーカルポイント)

- 東急SCたまプラーザ「こどもデジタルワークショップ」講師
- アジアグラフ2009こどもデジタルアート教室(秋葉原アニメーションセンター)
- こども国連環境会議推進協会「デジタルワークショップ」講師(デジタルハリウッド大学院)
- 横浜ZAIMにて「一眼レフデジタルカメラ教室」講師(主催：(財)横浜文化芸術振興財団)
- 雑誌MENS CLUBにて伊集院光氏らと共に1年間映画評論を担当
- Mac Expoにてクリエイタートークステージ
- Apple Store銀座店クリエイタートークステージ
- 岩崎学園デジタルアーツ専門学校にて特別講義
- 横浜市立大学にて特別講義
- 国連大学にてデジタルワークショップ(主催：JUNEC)
- FMヨコハマ「モーニングステップ」出演
- 日本経済新聞にてクリエイターとして掲載
- 産経リビングにてクリエイターとして掲載
- JUNON(主婦と生活社)にてイラストレーターとして掲載
- 横浜生活(エイ出版)にて横浜のクリエイターとして掲載
- NHK 首都圏ネットワーク 出演
- テレビ神奈川「はまらんちょ」出演
- FMおだわら 「RADIO BOHEMIA」出演
- 秋田県大館市釈迦内小学校 講演
- 横浜市情報文化センター 「Creator Girls' Study Party Project」パネルディスカッションにゲスト出演